# Turó d'en Font
El Turó d'en Font és una muntanya de 287 metres que es troba al municipi de Tordera, a la comarca del Maresme.